# Фрідріх Клесс
Фрідріх Клесс (нім. Friedrich Kless; 7 жовтня 1906, Байройт — 6 квітня 1994, Мюнхен) — німецький офіцер, генерал-майор люфтваффе. Кавалер Лицарського хреста Залізного хреста.

## Біографія
7 квітня 1925 року поступив на службу в 21-й піхотний полк. З 18 листопада 1926 по 31 серпня 1927 року пройшов 1-й, з 15 жовтня 1927 по 12 серпня 1928 року — 2-й курс піхотного училища. З 1 червня по 3 вересня 1933 року перебував у офіційній відпустці, вивчав російську мову в СРСР. З 4 вересня 1933 по 31 липня 1935 року навчався в Дрезденському військовому училищі. З 15 жовтня 1935 року пройшов курс ад'ютанта в Потсдамському військовому училищі, з 6 жовтня 1936 року — курс офіцера генштабу у Військовій академії. 1 серпня 1938 року перейшов у люфтваффе, офіцер для особливих доручень в Імперському міністерстві авіації і ОКЛ, пройшов навчання в Спортивному авіаційному училищі Рангсдорфа. З 22 по 26 серпня 1938 року навчався в академії люфтваффе у Берліні-Гатові. 1 вересня 1938 року переведений в штаб 5-ї авіадивізії. 
З 1 листопада 1938 року — начальник оперативного відділу генштабу 5-ї авіадивізії, з 26 серпня 1939 року — 5-го авіакорпусу. 11-12 березня 1940 року перебував у генштабі 3-го авіаційного командування. З 13 березня 1940 року — начальник оперативного відділу штабу вищого командувача 2. З 3 червня 1940 року — пілот 1-ї групи, з 3 липня — 2-ї групи, з 13 липня — в штабі 55-ї бомбардувальної ескадри. З 27 липня 1940 року — командир 2-ї групи своєї ескадри. Здійснив 95 бойових вильотів. З 28 жовтня 1940 року — начальник оперативного відділу генштабу 4-го, з 25 березня 1941 року — 5-го авіакорпусу. З 10 квітня 1942 року — керівник 1-го оперативного штабу генштабу авіаційного командування «Схід», з 26 лютого 1943 року — начальник генштабу. З 11 травня 1943 року — начальник генштабу 6-го повітряного флоту. 8 травня 1945 року взятий в полон. Звільнений 22 грудня 1947 року.

## Звання
- Фанен-юнкер (7 квітня 1925)
- Фанен-юнкер-єфрейтор (1 серпня 1926)
- Фанен-юнкер-унтер-офіцер (1 листопада 1926)
- Фенріх (1 вересня 1927)
- Обер-фенріх (1 серпня 1928)
- Лейтенант (1 грудня 1928)
- Обер-лейтенант (1 грудня 1932)
- Гауптман (1 березня 1936)
- Майор (1 червня 1940)
- Оберст-лейтенант (1 квітня 1942)
- Оберст (1 квітня 1943)
- Генерал-майор (20 квітня 1945)

## Нагороди
- Медаль «За вислугу років у Вермахті»
  - 4-го класу (4 роки) (1936)
  - 3-го класу (12 років) (1937)
- Нагрудний знак пілота (3 травня 1939)
- Медаль «У пам'ять 1 жовтня 1938» із застібкою «Празький град» (1939)
- Залізний хрест
  - 2-го класу (27 березня 1940)
  - 1-го класу (9 вересня 1940)
- Лицарський хрест Залізного хреста (14 жовтня 1940)
- Комбінований Знак Пілот-Спостерігач (6 листопада 1940)
- Авіаційна планка бомбардувальника в сріблі (1941)
- Німецький хрест в золоті (12 січня 1943)